# Germán Campos
Germán Segundo Campos Vásquez (n. Linares, Chile, 1925-Santiago de Chile, 2005). Fue General de Carabineros de Chile. 
Como Jefe de Inteligencia de la institución (durante 1974), se opuso a la formación de la DINA, organismo represor creado por encargo del General Augusto Pinochet, lo que le significó ser removido de ese cargo.
A partir del año 1977, ya con grado de General y sirviendo como Prefecto Jefe de Santiago, expresó públicamente en periódicos y entrevistas que los "atentados terroristas" que sacudieron la ciudad de Santiago a partir de ese año eran obra del mismo organismo represor.

## Antecedentes históricos
Como parte de su carrera en Carabineros de Chile, con el grado de comandante (teniente coronel) fue nombrado jefe de Inteligencia, cargo en el que debió participar durante los años 1973 y 1974 de la Comunidad de Inteligencia (conformada además por el Ejército, Armada y Aviación). En esa circunstancia, participó de la reunión en que el coronel Manuel Contreras dio a conocer a la mencionada Comunidad el proyecto de creación de la Dirección de Inteligencia Nacional (DINA). 
El proyecto fue aprobado, con el voto en contra del Comandante Germán Segundo Campos Vásquez, quien desaprobó el proyecto porque creaba una entidad ajena a todo control institucional, directamente ligada al mando superior, esto es, a las órdenes y mando del General Augusto Pinochet. Como consecuencia a haberse opuesto a un proyecto que ya venía "con la bendición" de Augusto Pinochet, el Comandante Germán Campos fue removido de su cargo y enviado a otra repartición.
Años más tarde, a principios de 1977, una serie de atentados explosivos rompió la tensa calma de la ciudad. Inmediatamente los organismos de seguridad argumentaron que los bombazos eran obra del MIR, organización que estaría dando muestras de estar en un proceso de reorganización. Sin embargo Germán Campos, que ya había ascendido al grado de General de Carabineros y se encontraba sirviendo como Prefecto Jefe de Santiago, ordenó una investigación y al poco tiempo informó al General Mendoza (General Director de Carabineros de Chile) que los atentados no eran obra de agrupaciones extremistas de izquierda, sino de la misma DINA, que estaría intentando justificar su propia existencia mediante la colocación de bombas en distintas calles de la ciudad y en los antejardines de algunas destacadas figuras civiles de la época. Esa acusación volvió a indignar al General Contreras, pues encontraba en el General Campos un opositor que no le permitía operar impunemente junto a su organismo represor.
En diciembre de 1978, cuando el presidente de la Corte Suprema, Israel Bórquez, estudiaba las extradiciones en el caso Letelier, desconocidos pusieron una bomba en su casa. Bórquez quería ver tras las rejas a los "extremistas" que cometieron el atentado, y acusó falta de cuidado al constatar que el Carabinero de punto fijo que cuidaba su casa no se encontraba en el lugar por haberse trasladado unas cuadras a cuidar la casa del expresidente González Videla. A la mañana siguiente el General Director de Carabineros le pidió la renuncia al General Germán Campos.
Investigaciones posteriores y documentos desclasificados de la CIA demostraron que la bomba fue colocada por la DINA, y que fue un pretexto perfecto para sacar del camino al General Germán Campos.
Ya en retiro, Germán Campos siguió dando entrevistas en las que expresaba la necesidad de una vuelta a la democracia en Chile, incluso llamando a la presión y movilización social.

## Carrera profesional
Su historial de ascensos en Carabineros de Chile fue el siguiente:
- 1946: Cadete de la Escuela de Carabineros de Chile
- 1947: Subteniente
- 1950: Teniente
- 1960: Capitán
- 1968: Mayor
- 1972: Teniente coronel
- 1974: Coronel
- 1977: General

### Títulos
- Oficial Graduado en el Instituto Superior de Carabineros.
- Profesor en la Escuela de Carabineros y Escuela de Suboficiales.

### Condecoraciones
- 1970 - Medalla de Oro por 25 años de servicios.
- 1975 - Medalla de Oro, por 30 años de servicios.